# Зіммерман (Міннесота)
Зіммерман (англ. Zimmerman) — місто (англ. city) в США, в окрузі Шерберн штату Міннесота. Населення — 6189 осіб (2020).

## Географія
Зіммерман розташований за координатами 45°26′26″ пн. ш. 93°35′46″ зх. д. / 45.44056° пн. ш. 93.59611° зх. д. (45.440562, -93.596092).  За даними Бюро перепису населення США в 2010 році місто мало площу 9,21 км², з яких 8,86 км² — суходіл та 0,35 км² — водойми.

## Демографія
Згідно з переписом 2010 року, у місті мешкало 5228 осіб у 1802 домогосподарствах у складі 1344 родин. Густота населення становила 567 осіб/км².  Було 1944 помешкання (211/км²).
Расовий склад населення:
| - 95,4 % — білих - 1,0 % — чорних або афроамериканців - 0,9 % — азіатів - 0,7 % — корінних американців |

До двох чи більше рас належало 1,7 %. Частка іспаномовних становила 1,9 % від усіх жителів.
За віковим діапазоном населення розподілялося таким чином: 33,8 % — особи молодші 18 років, 61,6 % — особи у віці 18—64 років, 4,6 % — особи у віці 65 років та старші. Медіана віку мешканця становила 29,7 року. На 100 осіб жіночої статі у місті припадало 96,9 чоловіків;  на 100 жінок у віці від 18 років та старших — 95,4 чоловіків також старших 18 років.
Середній дохід на одне домашнє господарство  становив 65 459 доларів США (медіана — 61 250), а середній дохід на одну сім'ю — 72 421 долар (медіана — 67 793). За межею бідності перебувало 9,3 % осіб, у тому числі 9,6 % дітей у віці до 18 років та 24,9 % осіб у віці 65 років та старших.
Цивільне працевлаштоване населення становило 2308 осіб. Основні галузі зайнятості: виробництво — 25,5 %, освіта, охорона здоров'я та соціальна допомога — 17,8 %, роздрібна торгівля — 11,5 %, науковці, спеціалісти, менеджери — 8,6 %.